# كيد راموس
كيد راموس (بالإنجليزية: Kid Ramos)‏ هو موسيقي وكاتب أغاني ومغني وعازف قيثارة أمريكي، ولد في 13 يناير 1959 في فوليرتون في الولايات المتحدة.

## وصلات خارجية
- كيد راموس على موقع IMDb (الإنجليزية)
- كيد راموس على موقع ميوزك برينز (الإنجليزية)
- كيد راموس على موقع ديسكوغز (الإنجليزية)